# West of Scotland Championships
Die West of Scotland Championships sind offene internationale Meisterschaften im Badminton in Schottland. Sie waren eines der bedeutendsten internationalen Badmintonturniere in Schottland. Erstmals fanden sie 1922 statt. Mit der Ausbreitung des Badmintonsports über alle Kontinente verloren die Titelkämpfe in den 1970er Jahren an internationaler Bedeutung, wurden jedoch auf nationaler Ebene fortgesetzt.

## Sieger
| Saison    | Herreneinzel      | Dameneinzel         | Herrendoppel                     | Damendoppel                        | Mixed                            |
| --------- | ----------------- | ------------------- | -------------------------------- | ---------------------------------- | -------------------------------- |
| 1922      | W. K. Tillie      | Margaret Tragett    | H. A. Gardner George Alan Thomas | Margaret Tragett R. Farquhar       | H. A. Gardner Margaret Tragett   |
| 1923 2007 | keine Daten       | keine Daten         | keine Daten                      | keine Daten                        | keine Daten                      |
| 2008      | Kieran Merrilees  | Catriona Lawlor     | David Gilmour Craig Robertson    | Frances Heslop Alison Marr         | Colin Hill Alison Laing          |
| 2009      | Calum Menzies     | Rita Yuan Gao       | Jamie Neill Keith Turnbull       | Kathryn Graham Rita Yuan Gao       | Colin Hill Alison Laing          |
| 2010      | Gordon Thomson    | Emma Cook           | Peter Hockey Duncan Leith        | Emma Cook Caitlin Pringle          | Duncan Leith Megan Richardson    |
| 2011      | Calum Menzies     | Viktoria Tsvetanova | Jamie Neill Keith Turnball       | Lindsay Campbell Victoria Wan      | Peter Hockey Lindsay Campbell    |
| 2012      | Matthew Carder    | Frances Heslop      | Jamie Neill Keith Turnbull       | Alison Hill Victoria Wan           | Mark MacKay Shona MacKay         |
| 2013      | Matthew Carder    | Holly Newall        | Gordon Thomson Ben Torrance      | Emma Cook Toni Woods               | Ben Torrance Emma Cook           |
| 2014      | Matthew Carder    | Eleanor O’Donnell   | Josh Neil Ben Torrance           | Kirsty Flockhart Fiona Sneddon     | Gordon Thomson Eleanor O’Donnell |
| 2015      | Matthew Carder    | Julie MacPherson    | Martin Campbell Patrick MacHugh  | Julie MacPherson Eleanor O’Donnell | Adam Hall Eleanor O’Donnell      |
| 2016      | Kieran Merrilees  | Julie MacPherson    | Alexander Dunn Keith Turnbull    | Rebekka Findlay Caitlin Pringle    | Adam Hall Julie MacPherson       |
| 2017      | Ben Torrance      | Julie MacPherson    | Adam Hall Jack MacGregor         | Julie MacPherson Eleanor O’Donnell | Adam Hall Julie MacPherson       |
| 2018      | Ben Torrance      | Rachel Sugden       | Adam Hall Alexander Dunn         | Julie MacPherson Holly Newall      | Adam Hall Julie MacPherson       |
| 2019      | Joshua Apiliga    | Rachel Sugden       | Adam Hall Steven Stewart         | Julie MacPherson Ciara Torrance    | Adam Hall Julie MacPherson       |
| 2020      | nicht ausgetragen | nicht ausgetragen   | nicht ausgetragen                | nicht ausgetragen                  | nicht ausgetragen                |
| 2021      | Danny Robson      | Basia Grodynska     | Jack MacGregor Adam Pringle      | Rachel Andrew Sarah Sidebottom     | Adam Pringle Rachel Andrew       |
| 2022      | Callum Smith      | Lauren Middleton    | Jack MacGregor Ciar Pringle      | Jodie Harris Lauren Middleton      | Ciar Pringle Lauren Middleton    |
| 2023      | Ciar Pringle      | Rachel Sugden       | Lewis Coghill Ciar Pringle       | Kirsten Berry Sophie Ford          | Calum Flockhart Toni Woods       |
| 2024      | Ciar Pringle      | Abbie Brooks        | Calum Flockhart Zheng Wei Wong   | Holly Newall Toni Woods            | Zheng Wei Wong Wen Jun Cheah     |